# ورتیگو انترتینمنت
ورتیگو انترتینمنت (انگلیسی: Vertigo Entertainment) یک شرکت آمریکایی تولید فیلم و تلویزیون مستقر در لس آنجلس است که در سال ۲۰۰۱ توسط روی لی و داگ دیویسون تاسیس شد.
در سال ۲۰۰۱، پس از ترک شرکت تولید فیلم بندر اسپینگ، روی لی با شریک خود داگ دیویسون، ورتیگو اینترتینمنت را راه اندازی کرد.
در اصل، این شرکت قراردادی را با دایمنشن فیلمز امضا کرد تا فیلم‌های بلند خود را به مدت سه سال تولید کند.
از محصولات تولیدی این کمپانی می‌توان به فیلم‌های؛ حلقه (۲۰۰۲)، کینه (۲۰۰۴)، حلقه دو (۲۰۰۵)، کینه ۲ (۲۰۰۶)، تهاجم (۲۰۰۷)، قرنطینه (۲۰۰۸)، ناخوانده (۲۰۰۹)، انقراض (۲۰۱۸)، مادر (۲۰۲۳) و پسر جهان را می‌کشد (۲۰۲۴) اشاره کرد.